# رابین مالکوم
رابین مالکوم (انگلیسی: Robyn Malcolm؛ زادهٔ ۱۵ مارس ۱۹۶۵) بازیگر اهل نیوزیلند است.
از فیلم‌ها یا برنامه‌های تلویزیونی که وی در آن نقش داشته‌است، می‌توان به بالای دریاچه، تحت تعقیب، پاسگاه، پرنده سیاه، استخوان‌های دوست‌داشتنی، لولوخورخوره، سیلویا، ارباب حلقه‌ها: دو برج، غریبه‌های تمام‌عیار، متخاصمان و آخرین خال‌کوبی اشاره کرد.